# Ми всі з Гамірного
«Ми всі з Гамірного», в іншому перекладі - «Всі ми - діти з Бюллербю» (швед. Alla vi barn i Bullerbyn) - книга шведської письменниці Астрід Ліндґрен із серії «Бюллербю».
У маленькому шведському селі Бюллербю (зі швед. - гамірне село) всього три будинки. Тут живуть шестеро дітей зі своїми батьками. Оповідачка, дівчинка Ліза (Лізі), якій 7 років, описує своє життя і щоденні пригоди. Ліза живе в одному будинку зі своїми старшими братами Лассе і Буссе. В іншому будинку живуть дві дівчинки Брітта і Анна, а в третьому живе хлопчик Улле.
У Бюллербю є прототип, село Sevedtorp в шведській провінції Смоланд. Батько письменниці народився в цьому селі. Астрід говорила, що багато історій взято з її дитинства. 
Український переклад здійснила Ольга Сенюк, твір вийшов у 2017 році у видавництві «Рідна мова» у двох книгах.

## Екранізації
- «Ми всі з Бюллербю» (1960), режисер Улле Гелльбум .
- «Ми всі з Бюллербю» (1986), режисер Лассе Галльстрьом .
- «Знову про дітей з Бюллербю» (1987), режисер Лассе Галльстрьом .